# Marquesado de Cea
El marquesado de Cea es un título nobiliario español creado el 11 de noviembre de 1599 por el rey Felipe III a favor de Cristóbal Gómez de Sandoval de la Cerda y Rojas, también llamado Cristóbal Gómez de Sandoval y Rojas, primer y único duque de Cea (ad personam), gentilhombre de cámara del rey.
Su denominación hace referencia a la localidad de Cea (León), de cuya villa eran señores los condes de Lerma, luego duques de Lerma, antepasados del I marqués de Cea.

## Titulares del marquesado de Cea
|                                   | Titular                                                                         | Periodo                           |
| Creación por Felipe III de España | Creación por Felipe III de España                                               | Creación por Felipe III de España |
| --------------------------------- | ------------------------------------------------------------------------------- | --------------------------------- |
| I                                 | Cristóbal Gómez de Sandoval Rojas y de la Cerda                                 | 1559-1624                         |
| II                                | Francisco Gómez de Sandoval y Manrique de Padilla                               | 1624-1635                         |
| III                               | Mariana Isabel Gómez de Sandova-Rojas y Enríquez de Cabrera                     | 1635-1651                         |
| IV                                | Ambrosio de Sandoval-Rojas y Aragón                                             | 1651-1659                         |
| V                                 | Diego Gómez de Sandoval-Rojas y Córdoba                                         | 1659                              |
| VI                                | Catalina de Mendoza y Sandoval                                                  | 1659-1686                         |
| VII                               | Gregorio María de Silva y Mendoza                                               | 1686-1693                         |
| VIII                              | Juan de Dios de Silva y Hurtado de Mendoza                                      | 1686-1737                         |
| IX                                | María Francisca Alfonsa de Silva Gutiérrez de los Ríos Haro y Zapata de Mendoza | 1737-1770                         |
| X                                 | Pedro de Alcántara de Toledo Silva y Mendoza                                    | 1770-1790                         |
| XI                                | Pedro de Alcántara de Toledo y Salm-Salm                                        | 1790-1841                         |
| XII                               | Pedro de Alcántara Téllez-Girón y Beaufort Spontin                              | 1841-1844                         |
| XIII                              | Mariano Francisco de Borja Téllez-Girón y Beaufort-Spotin                       | 1844-1882                         |
| XIV                               | Andrés Avelino María de Arteaga Lazcano y Silva                                 | 1882-1910                         |
| XV                                | Joaquín María Ignacio de Arteaga-Lazcano y Echagüe                              | 1910-1947                         |
| XVI                               | Íñigo de Loyola de Arteaga y Falguera                                           | 1947-1997                         |
| XVII                              | Íñigo de Arteaga y Martín                                                       | 1997-2002                         |
| XVIII                             | Almudena de Arteaga                                                             | 2002-2019                         |
| XIX                               | María Teresa Anchústegui y de Arteaga                                           | 2019-actual titular               |

## Historia de los marqueses de Cea
- Cristóbal Gómez de Sandoval Rojas y de la Cerda[1] (12 de abril de 1577-Alcalá de Henares, 31 de mayo de 1624),[4] I marqués de Cea[2] y I duque de Uceda, con grandeza de España.[5] Era hijo de Francisco Gómez de Sandoval-Rojas y Borja, I duque de Lerma, V marqués de Denia, IV conde de Lerma (elevado a ducado de Lerma), I conde de Ampudia, y de Catalina de la Cerda y Manuel de Portugal, hija del IV duque de Medinaceli.[2] Fue primer ministro de la  monarquía, consejero de Estado y de Guerra.

Contrajo matrimonio el 4 de febrero de 1600 con Mariana de Padilla y Acuña, hija de Martín Manrique, adelantado de Castilla y de Luisa Padilla, IV condesa de Santa Gadea.  Le sucedió su hijo:
- Francisco Gómez de Sandoval y Manrique de Padilla (1588-13 de noviembre de 1635),[6] II marqués de Cea,[7] II duque de Uceda,[8] VI marqués de Denia, II marqués de Belmonte, II conde de Ampudia, XI conde de Buendía, V conde de Santa Gadea y adelantado mayor de Castilla.[7]

Se casó el 29 de noviembre de 1612 con Feliche Enríquez de Cabrera Colonna, hija de Luis Enríquez de Cabrera, IV duque de Medina de Rioseco y caballero de la Orden del Toisón de Oro, y de Vitoria Colonna. Le sucedió su hija:
- Mariana Isabel Gómez de Saldoval-Rojas y Enríquez de Cabrera (m. Lucena, 12 de marzo de 1651)[9] III marqués de Cea,[7] III duquesa de Lerma,  VII marquesa de Denia, III condesa de Ampudia, VI condesa de Santa Gadea y XII condesa de Buendía.[7]

Fue la primera esposa de Luis Ramón de Aragón de Córdoba y Cardona, VI duque de Segorbe y VII duque de Cardona, con quien contrajo matrimonio el 21 de octubre de 1630. Le sucedió su hijo:
- Ambrosio de Sandoval-Rojas y Aragón (Lucena, 1o de diciembre de 1650-29 de diciembre de 1659),[9] IV marqués de Cea,[10] VIII marqués de Denia, IV conde de Ampudia, VII conde de Santa Gadea y XIII conde de Buendía. Falleció a los nueve años y recibió sepultura en el monasterio de Poblet.[9] Le sucedió su tío, primo hermano de su madre:[10]

- Diego Gómez de Sandoval-Rojas y Córdoba (m. 9 de julio de 1668), V marqués de Cea,[10] V conde de Ampudia, VII y último conde de Lerma. Por sentencia judicial, sucedió:[10]

- Catalina de Mendoza y Sandoval (Madrid, octubre de 1616-13 de julio de 1686), VI marquesa de Cea,[11] VI condesa de Ampudia —el marquesado de Cea y el condado de Ampudia por sentencia del pleito resuelto en 17 de noviembre de 1659, interpuesto por su hermano Rodrigo, que ya había fallecido—,[11] VIII duquesa del Infantado,[12] XIII condesa de Saldaña, IX marquesa de Santillana, IX condesa del Real de Manzanares, VI marquesa del Cenete —título heredado de su abuela—,[11] VI duquesa de Lerma, señora de la casa de Mendoza, de Hita y Buitrago y de la casa de La Vega.[11]  Era hija de Luisa de Mendoza y Mendoza, X condesa de Saldaña —hija, a su vez de Ana de Mendoza y Enríquez de Cabrera, VI duquesa del Infantado y de su primer esposo, Rodrigo de Mendoza y Mendoza—, y de Diego Gómez de Sandoval y Rojas.[13]. Heredó varios títulos de su hermano Rodrigo de Mendoza (3 de abril de 1614-14 de enero de 1657) que murió sin descendencia y fue el VII duque del Infantado, XI conde de Saldaña, VIII marqués de Santillana, VIII conde del Real de Manzanares, VI conde del Cid, señor de la casa de Mendoza, etc.[13]

Se casó en 1630 con Rodrigo Díaz de Vivar Gómez de Silva y Mendoza, IV duque de Pastrana y de Estremera. Le sucedió su hijo:

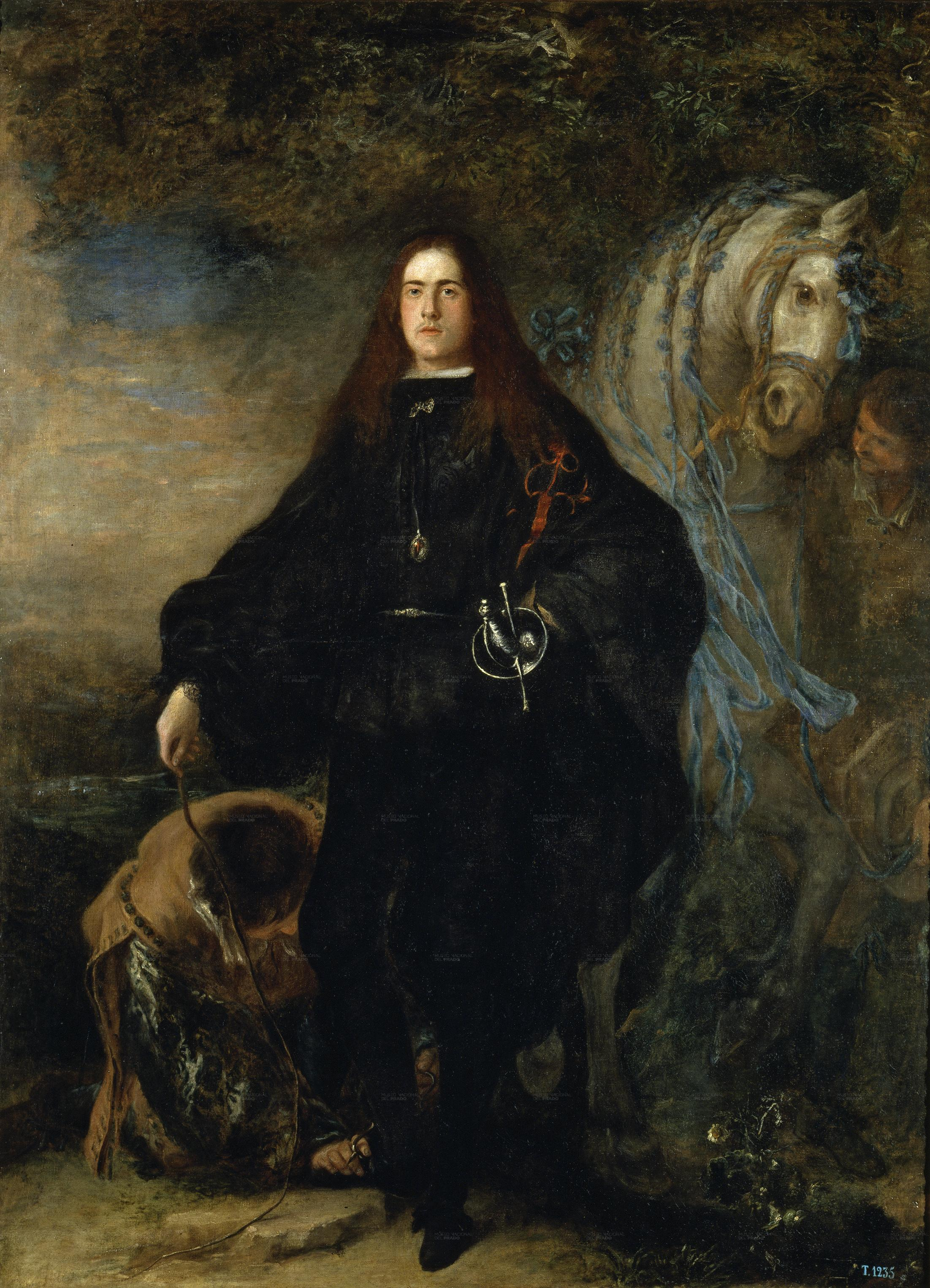
Gregorio de Silva y Mendoza, VII marqués de Cea. Obra de Juan Carreño de Miranda. C. 1679. Museo del Prado, Madrid.

- Gregorio María de Silva y Mendoza (24 de abril de 1649-10 de septiembre de 1693)[12] VII marqués de Cea,[11] IX duque del Infantado,[12] XIV conde de Saldaña, X marqués de Santillana, X conde del Real de Manzanares, VII marqués del Cenete, VIII conde del Cid, VI duque de Lerma, VII conde de Ampudia, V duque de Pastrana y de Estremera, VI duque de Francavilla, V marqués de Almenara,  VI marqués de Algecilla, justicia mayor del reino de Nápoles, caballero de la Orden de Santiago, montero mayor del rey, capitán, embajador extraordinario en París, conde de la Chamusca en Portugal, caballero de la Orden del Toisón de Oro, etc.[11]

Contrajo matrimonio el 15 de agosto de 1666 con María Méndez de Haro y Guzmán. Le sucedió su hijo:
- Juan de Dios de Silva y Hurtado de Mendoza (13 de noviembre de 1672-9 de diciembre de 1737), VIII marqués de Cea,[11] X duque del Infantado,[12] XV conde de Saldaña, XI marqués de Santillana, XI conde del Real de Manzanares, VIII marqués del Cenete, IX conde del Cid, VIII duque de Lerma, VIII conde de Ampudia, VI duque de Pastrana y de Estremera, VII duque de Francavilla, VI marqués de Almenara, VII marqués de Algecilla.[14]

Se casó el 7 de septiembre de 1704 con María Teresa Gutiérrez de los Ríos Zapata y Córdoba, dama de la reina. Le sucedió su hija:
- María Francisca Alfonsa de Silva Gutiérrez de los Ríos Haro y Zapata de Mendoza (Granada, 23 de enero de 1707-5 de febrero de 1770) IX marquesa de Cea,[15] XI duquesa del Infantado,[12] XIX condesa de Saldaña, XII marquesa de Santillana, XII condesa del Real de Manzanares, IX marquesa del Cenete, X condesa del Cid, IX duquesa de Lerma, IX condesa de Ampudia, VII duquesa de Pastrana y de Estremera VIII duquesa de Francavilla, VIII marquesa de Algecilla, VII marquesa de Almenara.[15]

Fue la segunda esposa de Miguel Ignacio de Toledo Pimentel y Fernández de Córdoba, X marqués de Távara, con quien contrajo matrimonio el 10 de enero de 1724. Le sucedió su hijo:

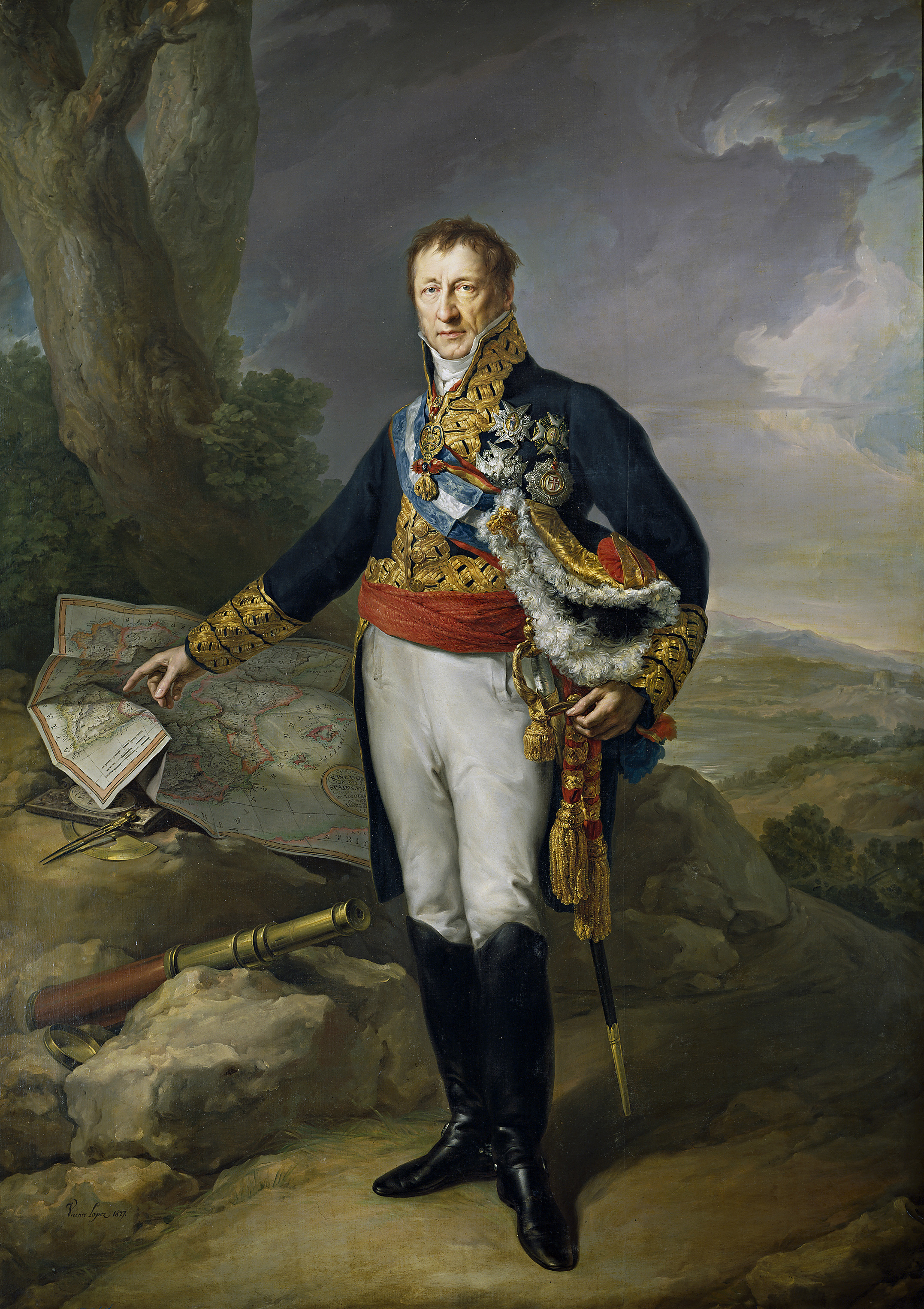
Retrato de Pedro de Alcántara Álvarez de Toledo y Salm-Salm, XI marqués de Cea (1827) por Vicente López Portaña.

- Pedro de Alcántara de Toledo Silva y Mendoza (28 de noviembre de 1721-Fráncfort, 2 de junio de 1790),X marqués de Cea,[15] XII duque del Infantado,[12] XX conde de Saldaña, XIII marqués de Santillana, XIII conde del Real de Manzanares, X marqués del Cenete, XI conde del Cid, X duque de Lerma, X conde de Ampudia, VIII duque de Pastrana y Estremera, IX duque de Francavilla, IX marqués de Algecilla, VIII marqués de Almenara, XI marqués de Távara, XI conde de Villada, gentilhombre de cámara con ejercicio, teniente general de los reales ejércitos, caballero de la Orden de Carlos III.[15]

Contrajo un primer matrimonio con Francisca Javiera de Velasco Tovar y Pacheco.  Se casó en segundas nupcias el 6 de noviembre de 1758 con la princesa Mariana de Salm Salm de Mansfeld y Nassau-Hadamar (1740-1816). Le sucedió su hijo del segundo matrimonio,
- Pedro de Alcántara de Toledo y Salm-Salm (Madrid, 20 de julio de 1768-ibid., 27 de noviembre de 1841), XI marqués de Cea,[15] XIII duque del Infantado,[12] XXI conde de Saldaña, XIII marqués de Argüeso, XIV marqués de Santillana, XIV conde del Real de Manzanares, XI marqués del Cenete, XII conde del Cid, XI duque de Lerma, XI conde de Ampudia, IX duque de Pastrana y de Estremera, X duque de Francavilla, X marqués de Algecilla, IX marqués de Almenara, XII marqués de Távara, XII conde de Villada, alférez mayor y regidor perpetuo de Guadalajara, presidente del Consejo de Ministros y ministro de Estado, caballero de la Orden del Toisón de Oro. Tuvo un hijo natural de Manuela Lasparre Valledor que fue reconocido y legitimado en 1825, Manuel de Toledo Lasparre Salm-Salm y Valledor, XIV marqués del Cenete. Le sucedió su sobrino nieto:[16]

- Pedro de Alcántara Téllez-Girón y Beaufort Spontin (Cádiz, 10 de septiembre de 1810-Madrid, 25 de agosto de 1844),XII marqués de Cea,[17] XI duque de Osuna, XIII marqués de Peñafiel, XVI conde de Ureña, XIII marqués de Távara, etc.[18] Le sucedió su hermano:[17]

- Mariano Francisco de Borja Téllez-Girón y Beaufort-Spontin (1818-2 de junio de 1882), XIII marqués de Cea,[17], XII duque de Osuna, marqués de Peñafiel, XVI conde de Ureña, VIII conde de Fontanar, XVII conde-XIV duque de Benavente, etc.[18] Sin descendencia, la sucedió:

- Andrés Avelino María de Arteaga Lazcano y Silva (Madrid, 12 de julio de 1833-ibid., 15 de junio de 1910), XIV marqués de Cea,[19] XVI duque del Infantado,[12] XXIV conde de Saldaña, XVII marqués de Santillana, XVII conde del Real de Manzanares, XIV conde de Ampudia, XII marqués de Almenara, IV conde de Corres, VII marqués de Valmediano, XI marqués de Ariza, XII marqués de Estepa,[20] X marqués de Armunia, XIV marqués de la Guardia, XII conde de Santa Eufemia,[19] X señor de la Casa de Lazcano, XXI almirante de Aragón, general de brigada, caballero y XIII de la Orden de Santiago, senador por derecho propio y gentilhombre de cámara.[19] Era hijo de Andrés Avelino Arteaga-Lazcano y Carvajal-Vargas, VI marqués de Valmediano, y de su esposa María Fernanda Manuela de Silva-Bazán y Téllez Girón.[21]

Se casó el 27 de diciembre de 1866 con María de Belén Echagüe y Méndez Vigo. Le sucedió su hijo:

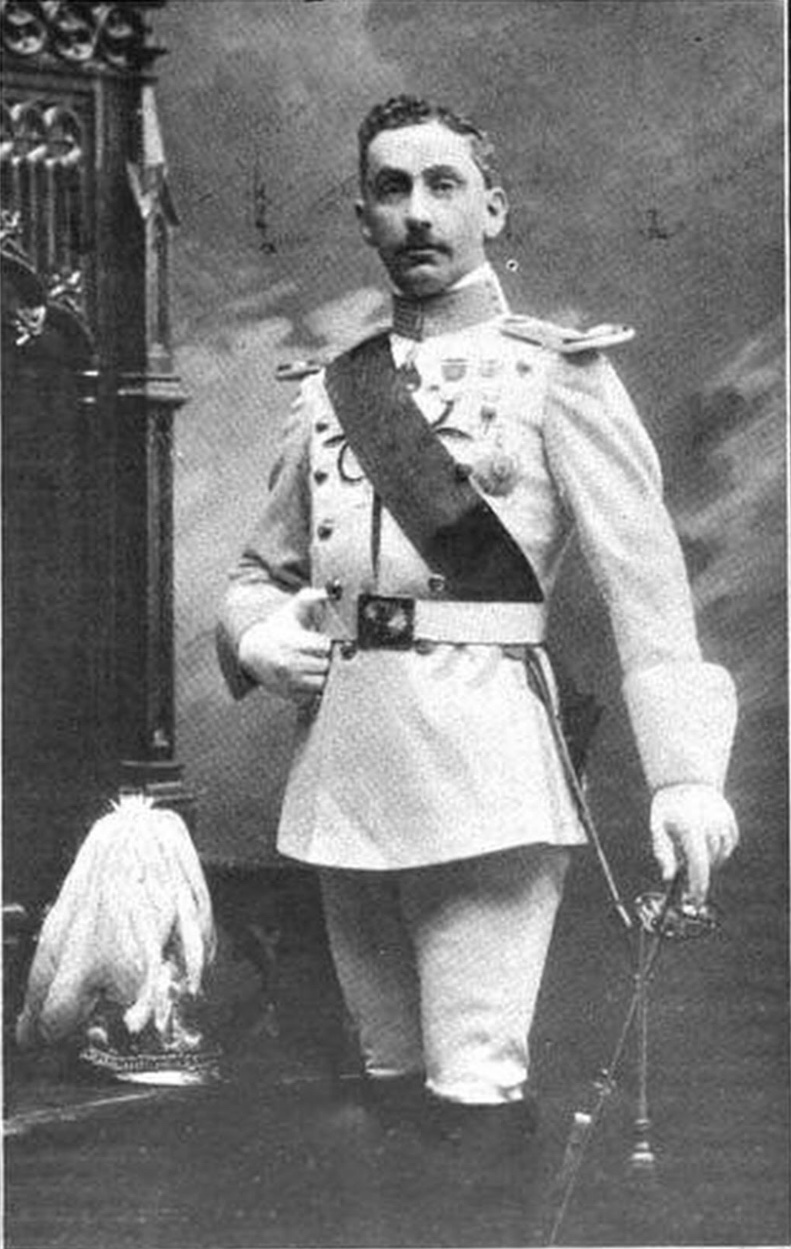
Joaquín de Arteaga y Echagüe, XV marqués de Cea, fotografiado por Kaulak en 1909.

Joaquín María Ignacio de Arteaga-Lazcano y Echagüe (San Sebastián, 5 de agosto de 1870-31 de enero de 1947) XV marqués de Cea, XVII duque del Infantado, XVIII marqués de Santillana, XXV conde de Saldaña, XVIII conde del Real de Manzanares, XV conde de Ampudia, V conde de Corres, XIII conde de Santa Eufemia, VIII marqués de Valmediano, XII marqués de Ariza, XIII marqués de Estepa, XII marqués de Armunia, XI conde de Monclova, XXV señor de la Casa de Lazcano, XXII almirante de Aragón, IV conde de Serrallo. X marqués de Laula, IX marqués de Monte de Vay, IX marqués de Vivola, XII marqués de la Eliseda, XV conde del Cid, presidente del consejo de Órdenes Militares, senador y caballero del Toisón de Oro.
Contrajo matrimonio en Madrid el 8 de noviembre de 1894 con Isabel Falguera y Moreno (Madrid, 8 de abril de 1875-ibid., 13 de marzo de 1968), condesa de Santiago y dama de la reina Victoria Eugenia de Battenberg. Le sucedió su hijo:
- Íñigo de Loyola de Arteaga y Falguera (1905-Marbella, 19 de marzo de 1997), XVI marqués de Cea,[25] XVIII duque del Infantado,[12] XIX marqués de Santillana,[23] XIII marqués de Ariza,[26] XV marqués de Estepa,[20] XIII conde de Monclova,[27] XIII conde de Mélito,[28] XIII marqués de Armunia, X marqués de Monte de Vay, IX marqués de Valmediano, X marqués de Vivola, XIX conde del Real de Manzanares, XIV conde de Santa Eufemia, XXVI conde de Saldaña, VI conde de Corres, XIV duque de Francavilla,[12] VI conde de Serrallo,[29] XVII conde del Cid, IV conde de Santiago, señor de la Casa de Lazcano,[25]  XXIII almirante de Aragón,[25] teniente general y Decano de la Diputación de la Grandeza.[25]

Se casó en primeras nupcias el 26 de julio de 1940 con Ana Rosa Martín y Santiago-Concha (1922-20 de abril de 1953) y en segundas el 27 de junio de 1959 con María Cristina de Salamanca y Caro, VII condesa de Zaldívar. Le sucedió su hijo del primer matrimonio:
- Íñigo de Arteaga y Martín (8 de octubre de 1941-Madrid, 9 de junio de 2018),[30] XVII marqués de Cea,[31] XIX duque del Infantado,[12]  XXVII conde de Saldaña (en 1966 por distribución de su padre)[32] y XXIX conde de Saldaña (en 2012 por la muerte de su hijo Íñigo de Arteaga y del Alcázar,[33]  XIX duque del Infantado,[12] VII[32] y IX conde de Corres,[34] y XVIII y XX marqués de Távara,[35]

Se casó en primeras nupcias el 29 de julio de 1966 con Almudena de Alcázar y Armada de quien se divorció. Contrajo un segundo matrimonio con Carmen Castelo Bereguiain. Por distribución, le sucedió su hija del primer matrimonio:
- Almudena de Arteaga (n. Madrid, 25 de junio de 1967), XVIII marquesa de Cea,[36][37] XX duquesa del Infantado,[38] XXI condesa de Real de Manzanares,[39]  XIV condesa de la Monclova,[40] X condesa de Corres,[41] XXI marquesa de Távara,[36]  XXVII señora de la Casa de Lazcano[42] y XXIV almirante de Aragón.[43]

Se casó en primeras nupcias en el castillo de la Monclova, Sevilla, en febrero de 1986 con José Luis Anchústegui y Lluria, de quien se divorció. Contrajo un segundo matrimonio también en el castillo de la Monclova el 28 de abril de 2001 con José Ramón Fernández de Mesa y Temboury. Le sucedió su hija del primer matrimonio a quien cedió el título:
- María Teresa Anchústegui y de Arteaga, XIX marquesa de Cea.[44]